# Choreborogas andeanus
Choreborogas andeanus är en stekelart som beskrevs av Whitfield 1990. Choreborogas andeanus ingår i släktet Choreborogas och familjen bracksteklar. Inga underarter finns listade i Catalogue of Life.